# José Francisco Jovel
José Francisco Jovel Cruz (né le 26 mai 1951 à Usulután au Salvador) est un joueur de football international salvadorien qui évoluait au poste de défenseur.

## Biographie

### Carrière en club
Jovel joue en faveur des clubs du Luis Ángel Firpo et du Club Deportivo Águila.
Il remporte un titre de champion du Salvador avec le CD Águila.

### Carrière en sélection
Il joue 46 matchs en équipe du Salvador, sans inscrire de but, entre 1976 et 1985.
Il figure dans le groupe des sélectionnés lors de la Coupe du monde de 1982. Lors du mondial organisé en Espagne, il joue les trois matchs disputés par son équipe. Il joue à cet effet contre la Hongrie, la Belgique, et l'Argentine.
Il dispute 22 matchs comptant pour les éliminatoires des Coupes du monde : onze rentrant dans le cadre du mondial 1978, cinq pour le mondial 1982, et enfin six pour le mondial 1986.

## Palmarès
Águila
- Championnat du Salvador (1) :
  - Champion : 1983.